# غارلاند غريغوري
غارلاند غريغوري (بالإنجليزية: Garland Gregory)‏ هو لاعب كرة قدم أمريكية أمريكي، ولد في 8 مارس 1919 في Vixen, Louisiana ‏ في الولايات المتحدة، وتوفي في 28 أبريل 2011 في روستون في الولايات المتحدة.

## وصلات خارجية
- غارلاند غريغوري على موقع مرجع كرة القدم المحترفة.كوم (الإنجليزية)